# Казанская церковь (Первомайское)
Церковь Казанской иконы Божией Матери — православный храм в селе Первомайское Ульяновской области. Относится к Барышской епархии Русской православной церкви. С 1990 года — памятник архитектуры РФ.

## История
С основанием села Первомайское (до 1964 года называлось Сурский Острог) в 1647 году строится деревянная церковь в честь «Казанской иконы Пресвятой Богородицы», которая просуществовала 165 лет, была уничтожена пожаром. Вместо неё в 1818 году прихожанами возводится каменный храм, просуществовавший до 1890 года. В 1899 году начали строить новый трёх-престольный храм. Строительством руководил уроженец деревни Тияпино Фёдор Безвитеев. Храм делался из местного кирпича, глину для которого брали из берегов реки Сура и обжигали на окраине села. К 1905 году церковь построили, но до 1909 года храм, из-за финансирования, простаивал без внутренней отделки, и лишь в октябре 1917 года, за две недели до революции, церковь освятили. Храм в советское время закрыли и сделали из него склад ядохимикатов.
Решением исполкома Ульяновского областного Совета народных депутатов № 79 от 12.02.1990 года церковь признана объектом культурного наследия.

## Галерея

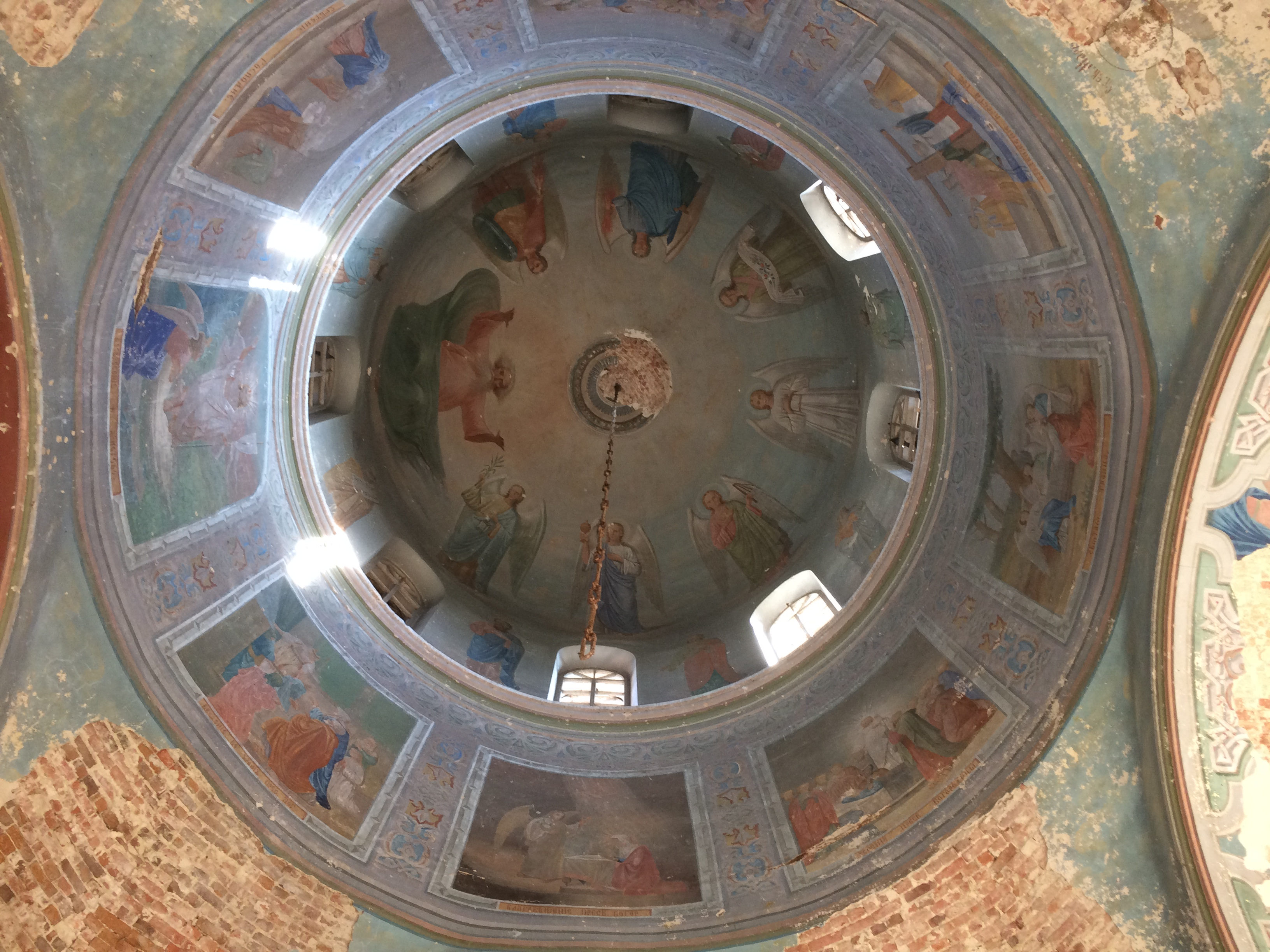
Роспись купола церкви.
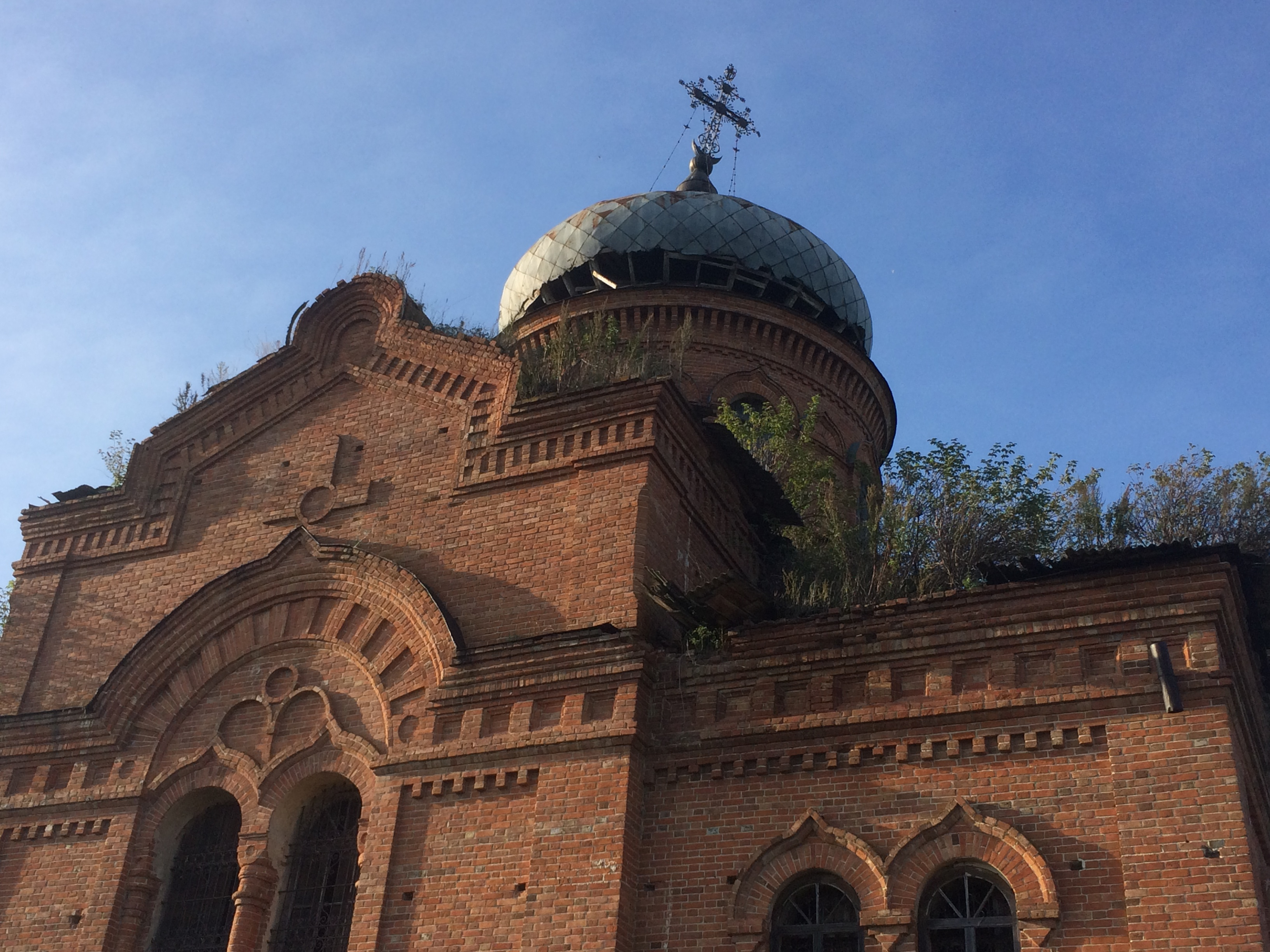
Храм в Первомайском.
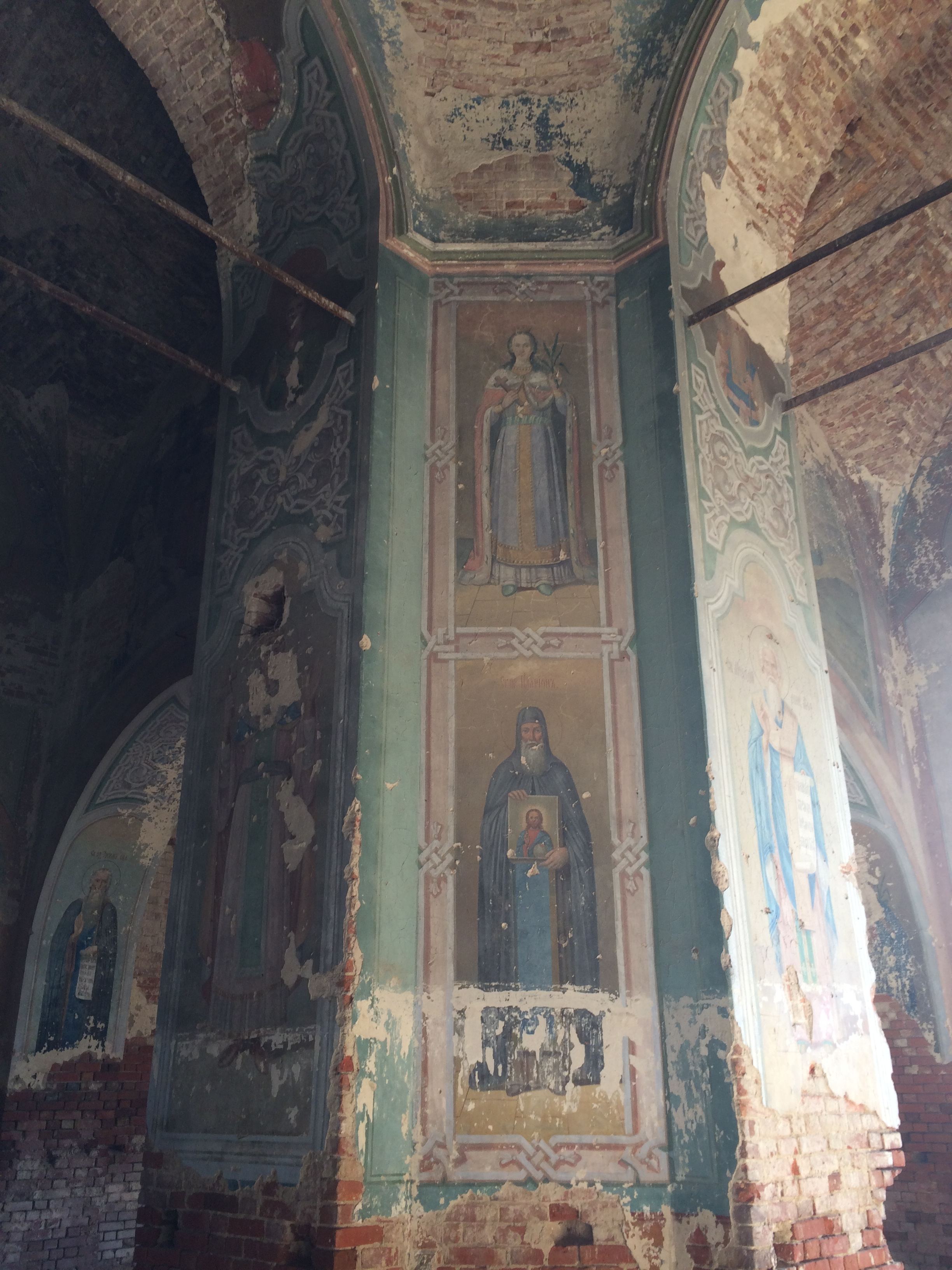
Сохранившиеся росписи в заброшенном храме.